# Чжан Юань
Чжан Юань (кит. упр. 张元, пиньинь Zhāng Yuán, октябрь  1963, Нанкин) – китайский кинорежиссёр, сценарист, продюсер, один из лидеров шестого поколения китайских режиссёров.

## Биография
Закончил Пекинскую киноакадемию, получив звание бакалавра (1989). Стремился к независимости в рамках системы кинопроизводства, работал в манере, близкой к документу, обращался при этом к непрезентабельным сторонам повседневной жизни Китая. Поворотной для китайского кино стала его малобюджетная  полудокументальная лента Мама (1990). Министерство кино, телевидения и культуры не дало цензурного разрешения следующим фильмам режиссёра «Пекинские ублюдки» (1994) и «Восточный дворец, Западный дворец» (1996, копия фильма была тайком вывезена из страны и с успехом показана на Каннском МКФ). Вместе с Чжан Юанем подверглись осуждению еще несколько независимых режиссёров пятого и шестого поколений, а также его жена, сценаристка Нин Дай. Впоследствии режиссёр несколько смягчил свою стилистику, сблизив её с жанровым кино (семейные драмы и т.п.). Также снимает музыкальные видеоклипы и рекламные ролики.

## Фильмография

### Короткометражные фильмы
- 1985 : Girl from Mt. Huangshan (Huang shan lai de gu niang)
- 1987 : Adventures of a Pigeon Fancier (Ge zi mi de qi yu)
- 1987 : Zhong Guo 'xiao huang di'
- 1996 : Датские девушки показывают всё

### Полнометражные фильмы
- 1992 : Мама (妈妈a)
- 1993 : Пекинские ублюдки (北京杂种, специальное упоминание МКФ в Локарно)
- 1996 : Сыновья (儿子, две премии МКФ в Роттердаме)
- 1996 : Восточный дворец, Западный дворец или «В Запретном городе» (东宫西宫, премия за режиссуру и лучший сценарий МКФ в Мар-дель-Плата)
- 1999 : 17 лет (过年回家; 5 премий Венецианского МКФ, премия лучшему режиссёру МКФ в Хихоне, Серебряный экран МКФ в Сингапуре)
- 2003 : Я люблю тебя (我爱你, по роману Ван Шо)
- 2003 : Зелёный чай (绿茶, по роману Цзинь Жэншунь; номинация на лучший фильм КФ азиатского кино в Довиле)
- 2003 : Сестра Цзян (江姐, биографическая киноопера)
- 2006 : Маленькие красные цветы (看上去很美, по роману Ван Шо С виду красиво; премия Берлинского МКФ, премия Золотая лошадь за лучший сценарий, две премии Таллиннского МКФ Темные ночи)
- 2008: Танец Дады (達達; номинация на Большую премию жюри фестиваля Санденс)
- 2009: 42. Один порыв воображения (42 One Dream Rush, коллективный проект)
- 2012: Пекинские фильмы (有種, премия критики МКФ в Майами)

### Документальные фильмы
- 1994 : Сквер (广场)
- 1999 : Безумный английский (疯狂英语)